# Terrell Lyday
Terrell Lyday, né le 12 août 1979 à Fresno (Californie), est un joueur de basket-ball américain, évoluant au poste d'arrière (1,91 m).

## Biographie

### Clubs
- 2001-2002 :  Unia Tarnów (PLK)
- 2002-2003 :  Galatasaray (1er division)
- 2003-2004 :  Cholet Basket (Pro A)
- 2004-2005 :  ASVEL Villeurbanne  (Pro A)
- 2005-2006 :  Ural Great Perm (Superligue)
- 2006-2007 :  Benetton Trévise (Lega A)
- 2007-2008 :  Triumph Lyubertsy (Superligue)
- depuis 2008 :  UNICS Kazan (Superligue)